# Азарова, Елена Юрьевна
Елена Юрьевна Азарова (род. 5 июня 1973, Москва) — советская и российская синхронистка, двукратная олимпийская чемпионка (2000, 2004), чемпионка мира (1998), семикратная чемпионка Европы, двукратная чемпионка СССР (1990, 1991). Заслуженный мастер спорта России (1994). В 2016 году включена в Зал славы мирового плавания. 

## Биография
Родилась 5 июня 1973 года в Москве. Начала заниматься синхронным плаванием в возрасте восьми лет в спортивной школе ДСО «Водник». В 1981—1998 годах тренировалась под руководством Ольги Васильченко, с 1998 года с ней работала Татьяна Покровская. 
В 1985 году стала победительницей Всесоюзных юношеских игр в дуэте с Наталией Груздевой и групповых упражнениях. В том же году впервые выступила на чемпионате СССР и в составе команды Москвы стала его серебряным призёром. После этих успехов ей было присвоено звание Мастер спорта СССР.
В 1986, 1988 и 1990 годах участвовала в чемпионатах Европы среди юниоров и в разных видах программы завоевала 5 золотых и 1 бронзовую медаль. В 1990—1991 годах становилась победительницей и призёром чемпионатов СССР, входила в сборную страны, в 1991 году была в числе восьми спортсменок, принесших отечественному синхронному плаванию первое золото чемпионата Европы в групповых упражнениях.
В 1993—2000 годах неизменно входила в сборную Россию на всех крупнейших международных соревнованиях и была её капитаном. В эти годы, ставшие периодом выхода российского синхронного плавания на доминирующие позиции в мире, завоевала 5 золотых медалей чемпионатов Европы, титулы чемпионки мира и Олимпийских игр в групповых упражнениях. В 1995 году она также выиграла золотую медаль чемпионата Европы в дуэте с Марией Киселёвой.
После победы на Олимпийских играх в Сиднее (2000) на три года прервала участие в тренировках и соревнованиях, но смогла полностью восстановить форму к Олимпийским играм в Афинам (2004) и вернувшись в состав сборной России, завоевала второе олимпийское золото.   
В октябре 2004 года завершила свою спортивную карьеру. В 2001—2021 годах занималась тренерской деятельностью и постановкой программ в СШОР МГФСО, с 2015 года занимала там пост заместителя директора. В качестве тренера-постановщика участвовала в подготовке синхронисток сборной России Варвары Креопаловой и Алёны Матвиенко. С 2005 по 2009 год работала комментатором на телеканале «НТВ-Плюс». В 2011—2013 годах была вице-президентом Федерации синхронного плавания Москвы. С 2013 года является заместителем директора Федерации водных видов спорта для лиц с ментальными нарушениями.

## Образование
Окончила Санкт-Петербургскую государственную академию физической культуры имени П. Ф. Лесгафта (1998) и Московский государственный университет экономики, статистики и информатики (2002).

## Награды
- Орден Почёта (4 ноября 2005) — За большой вклад в развитие физической культуры и спорта, высокие спортивные достижения на Играх XXVIII Олимпиады 2004 года в Афинах[4]
- Орден Дружбы (19 апреля 2001 года) — за большой вклад в развитие физической культуры и спорта, высокие спортивные достижения на Играх XXVII Олимпиады 2000 года в Сиднее[5].